# Сент-Люсия на летних Олимпийских играх 1996
Сент-Люсия принимала участие в Летних Олимпийских играх 1996 года в Атланте (США) в первый раз за свою историю, но не завоевала ни одной медали. Сборную страны представляла 1 женщина.